# Naučná stezka Turold
Naučná stezka Turold je naučná stezka spojující Mikulov a jeskyně Na Turoldu. Její celková délka je asi 300 m a na trase se nachází 8 zastavení. Trasa začíná na rozcestí Turold-lom v Mikulově v ulici U Lomu, nedaleko sídla správy jeskyně. Odtud vede polní cestou obloukem k jeskyni Na Turoldu, nedaleko níž se nachází ještě jeskyně Liščí díra a Geopark Turold. Vše se nachází v PR Turold ve svahu stejnojmenného vrchu.

## Zastavení
- Úvodní panel
- Přírodní rezervace Turold
- Geologická stavba
- Paleontologické nálezy
- Jeskyně Na Turoldu
- Živočichové
- Archeologické nálezy
- Rostliny